# Le mani insanguinate
Le mani insanguinate è un'antologia di 15 racconti noir scritti da Maurizio De Giovanni ed ispirati a fatti di cronaca o quotidiani dolori. Due dei racconti erano già stati pubblicati in precedenza ("Il maschio dominante", "Per amore di Nami").

## Racconti
- La Canzone di Filomena: un secolo fa i bambini maltrattati non facevano audience, ma qualcuno li ascoltava comunque.
- Io e mia sorella : due coppie di sorelle, chi vittima, chi testimone di un delitto d'impulso.
- Quanto mi manchi in primavera : brevissimo noir dall'imprevedibile narratore.
- Basta uno sguardo : Il più spietato dei dittatori rivive la sua giovinezza da emarginato e l'amore che gli ha cambiato la vita.
- Per amore di Nami : Una diversa prospettiva per il delitto attribuito ad Annamaria Franzoni.
- Storia di Maria : Uteri rubati e conseguenti crimini.
- Il bicchiere della staffa: Tradito, umiliato, assassino.
- Quando guarisco : La speranza senza motivo.
- Ritornare ogni notte : La serenità di chi non sa di esistere.
- Quello che è giusto : La tardiva riscossa di un ghost writer.
- Piccolo Francesco : Morire senza troppa colpa.
- Il maschio dominante : L'identità nei social network e nella vita reale.
- Le voci dal muro : Un caso di cronaca in cui anche il carnefice è vittima.
- Chi difende Margherita : Puoi aiutare qualcuno se ti trovi nelle sue stesse condizioni ?
- Ex Voto : Cinque madri a cui il figlio è stato ucciso pregano San Gennaro.

## Edizioni
- Maurizio De Giovanni, Le mani insanguinate, Cento Autori, 2014,  pp. 170, ISBN 9788868720025.